# Мытники
Мытники — деревня сельского поселения Волковское Рузского района Московской области. Численность постоянно проживающего населения — 7 человек на 2006 год. В деревне сохранилась церковь Рождества Христова 1741 года постройки.
Деревня расположена в центральной части района, в 7 километрах севернее Рузы, на берегу одного из северных заливов Озернинского водохранилища, высота центра над уровнем моря 198 м.

## История
Изначально село называлось Архангельское в честь построенного в 1706 году деревянной церкви во имя Архангела Гавриила. Позже, владелец села полковник Алексей Гаврилович Жеребцов, в 1740 году соорудил ныне существующий каменный храм в честь Рождества Христова в полуверсте от реки Озерны. В 1846 году к церкви были пристроены два придела.
В конце XIX века в селе была усадьба профессора Московского университета Николая Юрьевича Зографа, который помимо научно действительности был предводителем дворянства Рузского уезда, депутатом Думы Московской губернии.
Храм закрыт в 1934 году. Возвращён Русской православной церкви в 1998 году.
До 2006 года Мытники входили в состав Волковского сельского округа.
22 сентября 2019 года митрополит Крутицкий и Коломенский Ювеналий (Поярков) совершил великое освящение восстановленного Христорождественского храма и возглавил Божественную литургию в новоосвященном храме.